# Batalla de Tanizagua
La batalla de Tanizagua fue una confrontación armada que tuvo lugar el 3 de enero de 1821 cerca de Guaranda, en la actual  provincia de Bolívar y fue una de las batallas libradas después de la independencia de Guayaquil en el momento de la Guerra de Independencia del Ecuador y de las Campañas del Sur . Los beligerantes son los soldados realistas que apoyaban al Imperio español y las fuerzas de independencia de la Provincia Libre de Guayaquil. Es la cuarta y última batalla librada por los ejércitos ecuatorianos de emancipación sin el apoyo de fuerzas externas.

## Antecedentes
Después de su victoria sobre los separatistas de Guayaquil en la Primera batalla de Huachi el 22  de noviembre de  1820, las tropas realistas dejaron de atacar temporalmente Guayaquil y prefirió ir hacia el sur, hacia la ciudad de  Cuenca, para liberar completamente el camino que va desde San Juan de Pasto a Perú. Los patriotas de Cuenca fueron derrotados el 20  de diciembre de  1820 durante la Batalla de Verdeloma, al nivel de la ciudad de Biblián, en la actual  provincia de Cañar.
En este escenario, solo quedaba Guayaquil para resistir el control de los realistas. En consecuencia, el bando realista comenzó un avance hacia la ciudad y la alcanzan el 3  de enero de  1821 al ejército patriótico, que se había asentado al nivel de la ciudad de Guaranda, en el noroeste de lugar de la victoria patriótica de Camino Real.

## Batalla
Después de recibir un mensaje anónimo que le hizo pensar que los realistas eran pocos, el coronel García tomó la decisión de atacarlos. Los patriotas primero tuvieron la ventaja sobre los realistas, y la victoria parecía estar a la mano cuando surgieron refuerzos realistas y derrotaron a los patriotas, dejando alrededor de 410  muertos en el campo de batalla. Entonces, siguiendo un plan acordado de antemano, el comandante relaista Miguel de la Piedra atacó a los patriotas frontalmente y luego simuló una retirada, por lo que el comandante patriota José Gabriel García, ignorando la emboscada que le habían preparado, inició la persecución de su enemigo y cayó, precisamente, en el lugar en el que el cura Benavides, al mando del grueso de la fuerza militar, lo estaba esperando.

## Consecuencias
Tercera derrota de los separatistas después de los de Huachi y Verdeloma, la victoria realista de Tanizahua permite a este último relegar a los rebeldes en la región costera de Guayaquil. La caída de la ciudad, por lo tanto, parece solo cuestión de tiempo.
El parte de guerra enviado por el Coronel Piedra, es desmesuradamente exagerado, al afirmar que más de 400 cadáveres pertenecientes a los patriotas, quedaron en el campo de batalla y que 129 fueron hechos prisioneros. Al respecto, el historiador D`Amecourt manifiesta: “es un error aceptar candorosamente las exageraciones del jefe realista; ya que, como hemos viso, solo fueron despachados por Babahoyo y Zapotal unos 200 hombres, que podríamos hacer subir hasta 300 con los incorporados; y de ellos, como decimos, fueron presentándose en Babahoyo, desde el día 5, los grupos dispersos, que regresaban fielmente a sus filas
Al ser Guayaquil un puerto puede recibir refuerzos. Entonces, después de que la Provincia Libre había pedido ayuda, el "Libertador" Simón Bolívar, presidente de Gran Colombia, envió al General Antonio José de Sucre a Guayaquil , que desembarcó con sus tropas el 6 de abril de 1821. Comienza una nueva etapa en la lucha para liberar el territorio de la Real Audiencia de Quito del dominio español.